# Лоренц, Вильгельм
Вильгельм Лоренц (нем. Wilhelm Lorenz; 25 апреля 1894, Гамбург — 2 января 1943, Демянск) — генерал-майор вермахта (посмертно), кавалер Рыцарского креста Железного креста.
Участник Первой и Второй мировых войн, командовал 12-й пехотной дивизией вермахта. Сражался в Польше, Франции и СССР (под Ленинградом и Демянском). 27 декабря 1942 был тяжело ранен, от последствий ранений скончался 2 января 1943. Посмертно произведён в генерал-майоры.

## Награды
- Железный крест (1914)
  - 2-го класса
  - 1-го класса
- Нагрудный знак «За ранение» (1914)
  - В чёрном
- Почётный крест Первой мировой войны 1914/1918
- Железный крест (1939)
  - 2-го класса
  - 1-го класса
- Медаль «За зимнюю кампанию на Востоке 1941/42»
- Немецкий крест в золоте (3 октября 1942)
- Рыцарский крест Железного креста (28 декабря 1942; звание полковника, командование 376-м пехотным полком)[1]